# Yoania amagiensis
Yoania amagiensis är en orkidéart som beskrevs av Takenoshin Nakai och Fumio Maekawa. Yoania amagiensis ingår i släktet Yoania och familjen orkidéer. Inga underarter finns listade i Catalogue of Life.